# Nikolai Lwowitsch Luganski

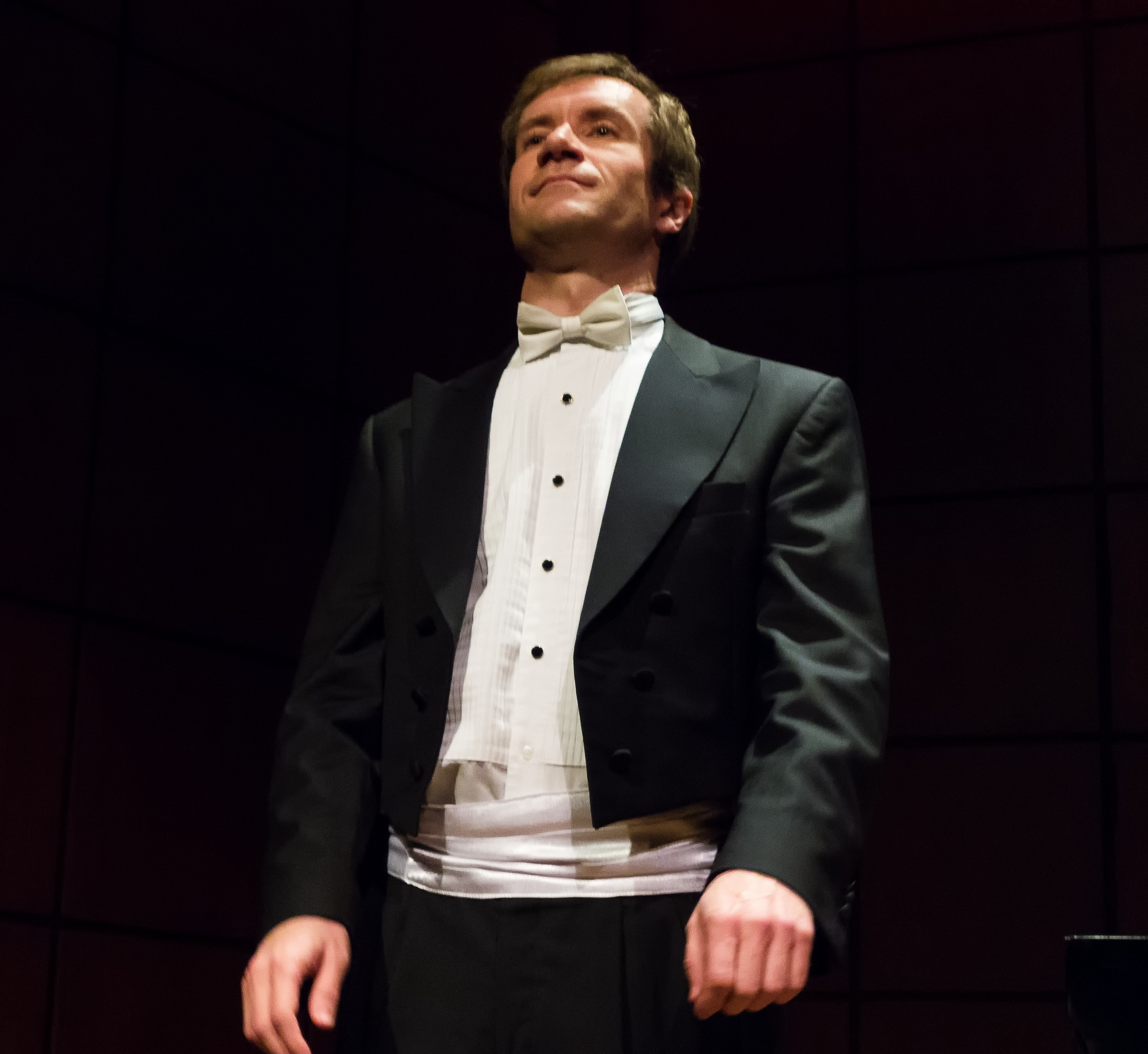
Nikolai Lugansky (2012)

Nikolai Lwowitsch Luganski (auch: Nikolai Lugansky, russisch Николай Львович Луганский; * 26. April 1972 in Moskau) ist ein russischer Pianist.

## Leben
Mit fünf Jahren erhielt er den ersten Musikunterricht, nachdem seine Eltern, ein russisches Wissenschaftlerpaar, sein absolutes Gehör und seine musikalische Begabung erkannt hatten. Er studierte am Moskauer Konservatorium bei Tatjana Kestner, Tatjana Nikolajewa und Sergei Dorenski. Mit sechzehn Jahren gewann er beim 8. Internationalen Johann-Sebastian-Bach-Wettbewerb in Leipzig die Silbermedaille und zwei Jahre später beim Rachmaninow-Wettbewerb in Moskau den 2. Preis. 1994 begann mit dem Sieg beim 10. Internationalen Tschaikowski-Wettbewerb in Moskau seine internationale Karriere.
Er arbeitet mit Dirigenten wie Waleri Gergijew, Neeme und Paavo Järvi, Michail Pletnjow, Kurt Masur, Marek Janowski, Gennadi Roschdestwenski, Juri Temirkanow, Sakari Oramo, Wladimir Jurowski, Emmanuel Krivine, Sir Charles Mackerras und Kent Nagano. Bei den Festivals in Verbier, La Roque-d’Anthéron, Gstaad und bei den BBC Proms ist er regelmäßig zu Gast. Zu seinem Repertoire gehören über 40 Klavierkonzerte von Bach bis Schostakowitsch. Außerdem tritt er als Kammermusiker u. a. mit Vadim Repin (Geige), Alexander Kniazew (Cello), Wadim Rudenko (Klavier) und Jewgeni Petrow (Klarinette) auf.
Seit seiner Einspielung von Benjamin Brittens Young Apollo 1999 war er bei Warner Classics unter Vertrag. 2011 wechselte er zu dem französischen Label Naïve, für das er unter anderem Klaviersonaten Nr. 1 und 2 von Rachmaninov in einer preisgekrönten CD aufnahm. Luganskis CD-Aufnahmen sind darüber hinaus vielfach ausgezeichnet worden (siehe Diskografie).
Am 12. Juni 2019 erhielt er von Vladimir Putin im St. Georgssaal des großen Kreml-Palastes den Staatspreis der Russischen Föderation 2018 für Literatur und Kunst für seinen Beitrag zur russischen Musik und zur Weltmusik. Der Staatspreis gilt als das höchste staatliche Zeichen der Anerkennung für die Auswirkungen auf die kulturelle und wissenschaftliche Entwicklung der Russischen Föderation.
Neben seiner Konzerttätigkeit unterrichtet er am Moskauer Konservatorium als Assistent von Sergei Dorenski.

## Diskografie (Auswahl)
- Rachmaninow: Études-Tableaux (1994)
- Chopin: Etüden (2000), Diapason d’or 2000
- Rachmaninow: Zehn Préludes op. 23, 6 Moments Musicaux (2001), Diapason d’or 2001
- Chopin: 24 Préludes (2002), Diapason d’or 2002
- DVD Brahms 6 Klavierstücke op. 118, Wagner Götterdämmerung, Rachmaninow 2 Préludes, Moment musical (2003), Diapason d’or
- Prokofjew: Sonaten Nr. 4 & 6, Zehn Stücke aus Romeo und Julia (2004)
- Rachmaninow Klavierkonzert Nr. 1 & 3 (2004), mit dem City of Birmingham Symphony Orchestra unter Sakari Oramo, Choc – Le Monde de la musique, Preis der deutschen Schallplattenkritik
- Rachmaninow Klavierkonzert Nr. 2 & 4 (2005), mit dem City of Birmingham Symphony Orchestra unter Sakari Oramo, ECHO Klassik 2005 in der Kategorie Konzerteinspielung des Jahres / 19. Jahrhundert
- Beethoven Sonaten Nr. 7, 14, 22, 23 (2005)
- Chopin & Rachmaninow Cellosonaten (2006), zusammen mit dem Cellisten Alexander Kniazew, ECHO Klassik 2007 in der Kategorie Kammermusik des 19. Jahrhunderts
- Rachmaninow Klaviersonaten 1 & 2, ECHO Klassik 2013 in der Kategorie Solistische Einspielung des Jahres[3]